# Сопвич (компания)
«Со́пвич» (англ. Sopwith Aviation Company, [ˈsɒpwɪθ]) — бывшая британская компания-разработчик и производитель самолётов, в основном для британских Королевских лётных корпусов, Королевской воздушно-морской службы и, позже, для Королевских ВВС в Первую мировую войну. Также компания производила мотоциклы.
Наиболее известен биплан «Кэмел». В воздушном бою, преследуя «Кэмел» на триплане Fokker Dr.I, от ранения с земли (пуля из зенитного пулемёта) погиб немецкий ас Манфред фон Рихтгофен («Красный Барон»).
Самолёты компании использовались во французских, бельгийских, российских и американских лётных частях в Первую мировую.
Компания основана в городе Кингстон-апон-Темс Томасом Сопвичемв июне 1912 года.
Во время Первой мировой на заводе компании было произведено более 16 тысяч самолётов, работало около 5 тысяч человек. Ещё больше было построено на заводах подрядчиков компании «Сопвич», такими как «Фэйри» (англ.), «Clayton & Shuttleworth» (англ.), «Уильям Бирдмор и компания» (англ.) и «Растон Проктор» (англ.).
После окончанием войны компания в 1920 году попала в кризис, фактически провалившись на гражданском рынке самолётов. Некоторое время занималась производством мотоциклов.
После ликвидации компании Томас Сопвич вместе с Гарри Хокером, Фредом Сигристом и Билом Эйре основывают компанию H.G. Hawker Engineering, предшественницу Hawker Aircraft и Hawker Siddeley. Томас Сопвич оставался председателем правления Hawker Siddeley до своей отставки по возрасту.

## Самолёты компании
- Sopwith Gunbus
- Sopwith Tabloid
- Sopwith Baby
- Sopwith 1½ Strutter
- Sopwith Pup
- Sopwith Triplane
- Sopwith Camel
- Sopwith Snipe
- Sopwith Dolphin
- Sopwith Salamander
- Sopwith Cuckoo

## «Сопвич» в культуре
- В 1984 году вышла аркадная компьютерная игра «Sopwith» состоящая в пилотировании биплана компании «Сопвич», уничтожении вражеских зданий и уклонении от огня вражеских бипланов. Игра выдержала несколько изданий и ремейков.